# Họ Bọ ngựa
Họ Bọ ngựa là họ côn trùng lớn nhất trong liên họ Bọ ngựa, Bộ Bọ ngựa, hầu hết phân bố ở vùng nhiệt đới và cận nhiệt đới. Trước đây, nó là họ duy nhất của liên họ. Những thay đổi đáng kể trong việc phân loại gần đây một số phân họ của nó được xếp thành họ như "Iridopterygidae", "Sibyllidae", "Tarachodidae", "Thespidae", và "Toxoderidae" (e.g.), trong khi các phân loại khác lại giảm xuốn cấp phân họ chứ không nâng cấp.

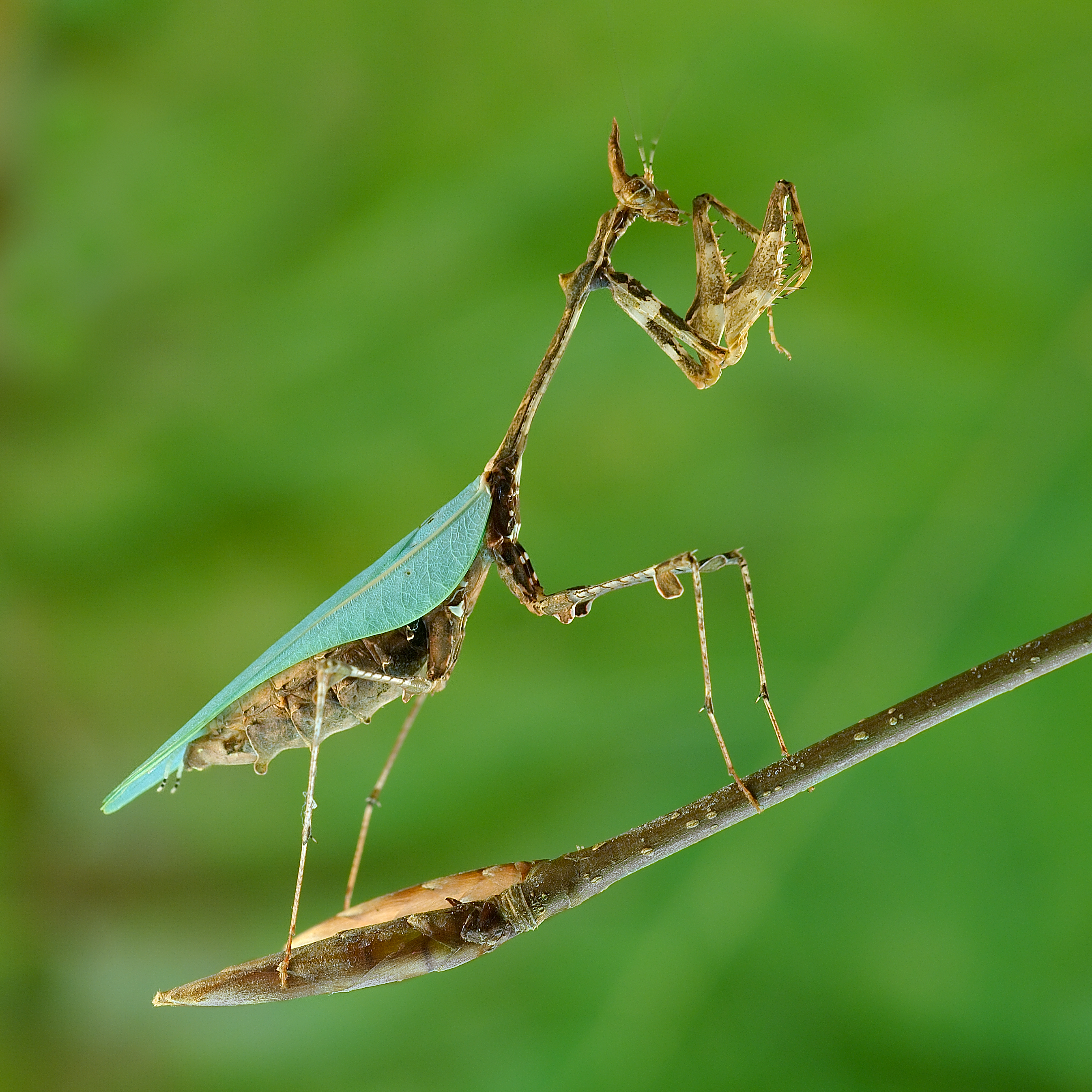
(Sybilla pretiosa, miền nam châu Phi)

Một số loài được tìm thấy ở Bắc Mỹ, và 3 loài phổ biến nhất là Bọ ngựa châu Âu (Mantis religiosa), Bọ ngựa Trung Quốc (Tenodera aridifolia sinensis), và Bọ ngựa Carolina (Stagmomantis carolina). Trong số này, chỉ có loài Stagmomantis carolina là loài bản địa của lục địa - hai loài kia đã được du nhập vào khoảng thập niên 1900 để khống chế số lượng các loài côn trùng gây hại.

## Phân họ

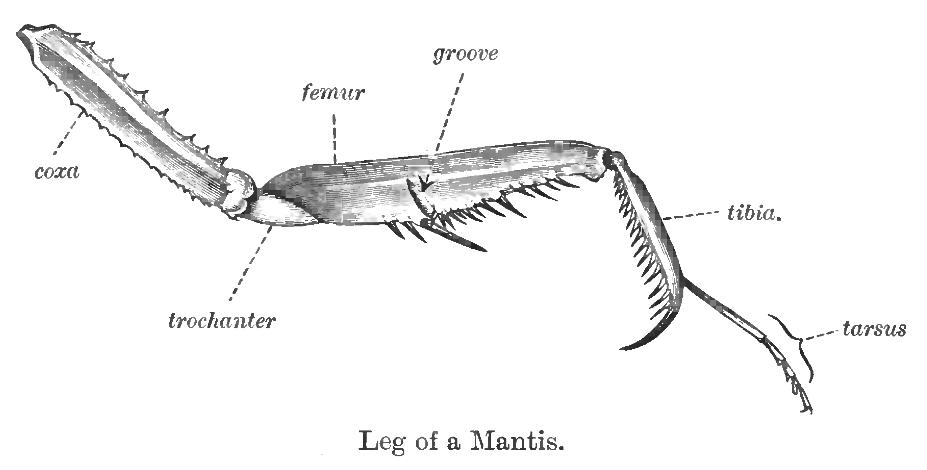
Chi tiết về chân trước

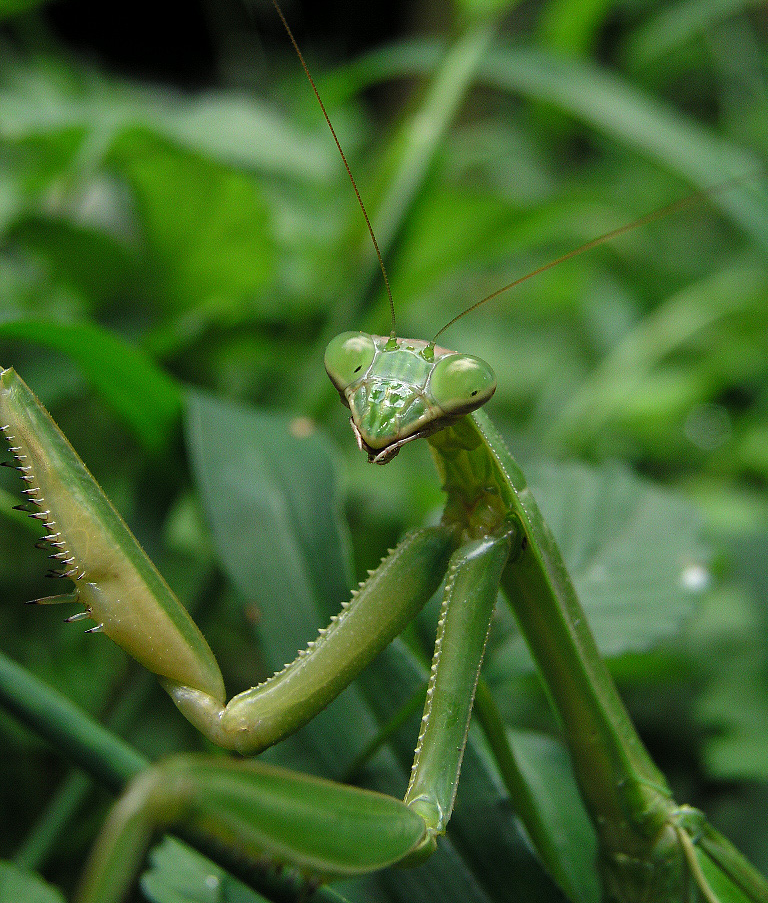
Bọ ngựa Trung Quốc

| - Amelinae - Angelinae - Choeradodinae - Chroicopterinae - Compsothespinae - Deroplatyinae - Dystactinae - Mantinae - Mellierinae - Miomantinae - Orthoderinae - Oxyothespinae - Photininae - Phyllotheliinae - Schizocephalinae - Stagmatopterinae - Stagmomantinae - Vatinae | - Amelinae - Angelinae - Caliridinae - Choeradodinae - Compsothespinae - Deroplatinae - Haaniinae - Iridopteryginae - Mantinae - Phyllotheliinae - Oligonychinae - Orthoderinae - Oxyothespinae - Photininae - Schizocephalinae - Sibyllinae - Tarachodinae - Thespinae - Toxoderinae - Vatinae |  |  |